# Drslavice, Prachatice
Drslavice là một làng thuộc huyện Prachatice, vùng Jihočeský, Cộng hòa Séc.